# 考據學
考據學又称考证学或朴学，是一种治学方法。

## 內容主旨
考據學的歷史久遠，歐洲有《聖經》考据学。中國的考據之學鼎盛於清朝乾嘉年間（乾隆、嘉庆年间），故又名乾嘉學派。著名學者有惠栋、戴震、段玉裁、王引之，王念孙等人，“毕注於名物训诂之考订，所成就亦超出前儒之上。”
桐城健將姚鼐提倡“義理（內容合理）、考據（材料確切）、詞章（文詞精美），三者不可偏廢。”道光、咸丰之際，曾国藩又把经济与义理、考据、词章并列，他认为，“天下之大事宜考究者凡十四宗：曰官制、曰财用、曰盐政、曰漕务、曰钱法、曰冠礼、曰婚礼、曰丧礼、曰祭礼、曰兵制、曰兵法、曰刑律、曰地舆、曰河渠”。
郭嵩燾認為：“專門名家言考據者又約有三途：曰訓詁，研審文字，辨析毫芒；曰考證，循求典冊，窮極流別；曰讎校，搜羅古籍，參差離合。三者同源異用，而各極其能。”

## 研究書目
- Benjamin A. Elman著，趙剛譯：《從理學到樸學——中華帝國晚期思想與社會變化面面觀》（南京：江蘇人民出版社，1997）。
- 艾爾曼（Benjamin Elman）：〈早期現代還是晚期帝國的考據學 （页面存档备份，存于）〉。
- 黃克武：〈清代考證學的淵源── 民初以來研究成果之評介 （页面存档备份，存于）〉。
- 周启荣：〈儒家礼教思潮的兴起与清代考证学 （页面存档备份，存于）〉。
- 罗志田：〈方法成了学名：清代考据何以成学 （页面存档备份，存于）〉。
- 王晴佳：〈考据学的兴衰与中日史学近代化的异同 （页面存档备份，存于）〉。
- 中山久四郎著，連清吉譯：〈清朝考證學風與近世日本 （页面存档备份，存于）〉。
- 金原泰介：〈清代考據學對日本古典文學研究之影響研探 （页面存档备份，存于）〉。